# Darrell Griffith
Darrell Steven Griffith (* 16. Juni 1958 in Louisville, Kentucky) ist ein ehemaliger US-amerikanischer Basketballspieler. Zwischen 1980 und 1991 spielte er in der NBA für die Utah Jazz. Aufgrund seiner spektakulären Spielweise wurde Griffith auch „Dr. Dunkenstein“ genannt. Er war auch ein gefährlicher Distanzschütze und stellte 1984 und 1985 mit 91 bzw. 92 verwandelten Dreipunktewürfen einen Ligarekord auf. Daher rührte auch sein Spitzname „The Golden Griff“, den ihm Rod Hundley verlieh.
Griffith wurde im NBA-Draft 1980 von den Utah Jazz an zweiter Stelle ausgewählt. Er sollte Pete Maravich ersetzen, der zuvor das Team verlassen hatte. Nach einer überzeugenden Saison gewann er als bester Neuling den NBA Rookie of the Year Award und wurde in das NBA All-Rookie Team berufen. Gemeinsam mit Adrian Dantley bildete Griffith eines der gefährlichsten Offensiv-Duos in der NBA. Griffith selbst erzielte in den ersten fünf Saisons durchschnittlich 20 Punkte. 1984 erreichten die Jazz erstmals in der Teamgeschichte die Play-offs. Griffiths beste Saison war 1984–85, als er 22,6 Punkte im Durchschnitt auflegte.
Mit der Ankunft der Jungstars Karl Malone und John Stockton sanken seine statistischen Werte und er schlug sich vermehrt mit Verletzungen herum. Dennoch blieb Griffith ein wichtiger Teil der Jazz-Rotation und hatte beim Aufstieg der Jazz zum regelmäßigen Play-off-Teilnehmer einen großen Anteil. 1991 beendete Griffith seine Karriere, nachdem er nur noch sporadisch zum Einsatz gekommen war. Für seine Verdienste zogen die Utah Jazz 1993 seine Trikotnummer 35 zurück und vergeben diese seitdem nicht mehr an andere Spieler.